# Bad Boy (The Beatles)
Bad Boy sono due EP dei The Beatles pubblicati nel 1966 in Svezia, Paesi bassi e Danimarca.

## Tracce

### Svezia e Danimarca
Lato A
1. Bad Boy (Williams)
2. Norwegian wood (Lennon-McCartney)

Lato B
1. I'm looking through you (Lennon-McCartney)
2. In my Life (Lennon-McCartney)

### Paesi bassi
Lato A
1. Bad Boy (Williams)
2. You've Got to Hide Your Love Away (Lennon-McCartney)

Lato B
1. Norwegian wood (Lennon-McCartney)
2. What Goes On (Lennon-McCartney)

## Formazione
- Paul McCartney - voce, pianoforte, basso, armonium, effetti
- John Lennon - cori, pianoforte, chitarra, conga, battiti di mani
- George Harrison - cori, chitarra
- Ringo Starr - batteria, campanello, tamburello